# Kuhlmanniodendron
Kuhlmanniodendron là chi thực vật có hoa trong họ Achariaceae.